# Triumfetta heptaphylla
Triumfetta heptaphylla är en malvaväxtart som beskrevs av Arthur Wallis Exell. Triumfetta heptaphylla ingår i släktet triumfettor, och familjen malvaväxter. Inga underarter finns listade i Catalogue of Life.